# ديفيد لويس (مصمم)
ديفيد لويس (بالإنجليزية: David Lewis)‏ هو مصمم بريطاني، ولد في 19 فبراير 1939 في إنجلترا في المملكة المتحدة، وتوفي في 8 نوفمبر 2011.

## وصلات خارجية
- الموقع الرسمي